# Cebrio curvipes
Cebrio curvipes is een keversoort uit de familie Cebrionidae. De wetenschappelijke naam van de soort is voor het eerst geldig gepubliceerd in 1921 door Pic.